# Greenwood County (Kansas)
Greenwood County je okres ve státě Kansas v USA. V roce 2010 zde žilo 6689 obyvatel. Správním městem okresu je Eureka. Celková rozloha okresu činí 2985 km².